# Tour de Romandie 2012
Die 66. Tour de Romandie fand vom 24. April bis zum 29. April 2012 statt. Nach einem Prolog folgten fünf Etappen; die Distanz betrug 695,08 Kilometer. Das Rennen zählte zur UCI WorldTour 2012.

## Teilnehmer
| ProTeams AG2R La Mondiale (ALM) Astana Pro Team (AST) BMC Racing Team (BMC) Euskaltel-Euskadi (EUS) FDJ-Big Mat (FDJ) Garmin-Barracuda (GRM) GreenEdge Cycling Team (GEC) Katusha Team (KAT) Lampre-ISD (LAM) | Liquigas-Cannondale (LIQ) Lotto Belisol Team (LTB) Movistar (MOV) Omega Pharma-Quick Step (OPQ) Rabobank Cycling Team (RAB) RadioShack-Nissan (RNT) Sky ProCycling (SKY) Team Saxo Bank (SAX) Vacansoleil-DCM (VCD) |
| Professional Continental Teams Team Europcar (EUC) | Saur-Sojasun (SAU) |

Startberechtigt sind die 18 ProTeams. Zudem vergab der Organisator zwei Wildcards an die Professional Continental Teams (EUC) und (SAU).

## Etappenübersicht
| Etappe | Tag       | Start–Ziel                            | km     | Typ            | Etappensieger           |
| ------ | --------- | ------------------------------------- | ------ | -------------- | ----------------------- |
| Prolog | 24. April | Lausanne                              | 03,34  | Zeitfahren     | Geraint Thomas (SKY)    |
| 1.     | 25. April | Morges – La Chaux-de-Fonds            | 184,50 | Bergige Etappe | Bradley Wiggins (SKY)   |
| 2.     | 26. April | Montbéliard (FRA) – Moutier           | 149,10 | Bergige Etappe | Jonathan Hivert (SAU)   |
| 3.     | 27. April | La Neuveville – Charmey               | 157,60 | Bergige Etappe | Luis León Sánchez (RAB) |
| 4.     | 28. April | Bulle – Sion                          | 184,00 | Gebirgsetappe  | Luis León Sánchez (RAB) |
| 5.     | 29. April | Montana-Village – Crans-Montana (EZF) | 16,24  | Zeitfahren     | Bradley Wiggins (SKY)   |

## Etappen

### Prolog
24. April 2012 – Lausanne – 3,340 km
|    | Fahrer                | Team  | Zeit       |
| -- | --------------------- | ----- | ---------- |
| 1  | Geraint Thomas        | (SKY) | 3:29 min   |
| 2  | Giacomo Nizzolo       | (RNT) | + 0:05 min |
| 3  | Mark Cavendish        | (SKY) | + 0:06 min |
| 4  | Michael Rogers        | (SKY) | + 0:06 min |
| 5  | Christian Vande Velde | (GRM) | + 0:06 min |
| 6  | Julien Vermote        | (OPQ) | + 0:08 min |
| 7  | Bauke Mollema         | (RAB) | + 0:08 min |
| 8  | Stef Clement          | (RAB) | + 0:08 min |
| 9  | Manuele Boaro         | (SAX) | + 0:09 min |
| 10 | Alex Rasmussen        | (GRM) | + 0:09 min |

|    | Fahrer                | Team  | Zeit       |
| -- | --------------------- | ----- | ---------- |
| 1  | Geraint Thomas        | (SKY) | 3:29 min   |
| 2  | Giacomo Nizzolo       | (RNT) | + 0:05 min |
| 3  | Mark Cavendish        | (SKY) | + 0:06 min |
| 4  | Michael Rogers        | (SKY) | + 0:06 min |
| 5  | Christian Vande Velde | (GRM) | + 0:06 min |
| 6  | Julien Vermote        | (OPQ) | + 0:08 min |
| 7  | Bauke Mollema         | (RAB) | + 0:08 min |
| 8  | Stef Clement          | (RAB) | + 0:08 min |
| 9  | Manuele Boaro         | (SAX) | + 0:09 min |
| 10 | Alex Rasmussen        | (GRM) | + 0:09 min |

### Etappe 1
25. April 2012 – Morges – La Chaux-de-Fonds – 184,500 km
|    | Fahrer              | Team  | Zeit      |
| -- | ------------------- | ----- | --------- |
| 1  | Bradley Wiggins     | (SKY) | 4:50:23 h |
| 2  | Lieuwe Westra       | (VCD) | s. t.     |
| 3  | Paolo Tiralongo     | (AST) | s. t.     |
| 4  | Tejay van Garderen  | (BMC) | s. t.     |
| 5  | Maciej Paterski     | (LIQ) | s. t.     |
| 6  | Wassil Kiryjenka    | (MOV) | s. t.     |
| 7  | Serge Pauwels       | (OPQ) | s. t.     |
| 8  | Daniele Pietropolli | (LAM) | s. t.     |
| 9  | Ryder Hesjedal      | (GRM) | s. t.     |
| 10 | Pieter Weening      | (GEC) | s. t.     |

|    | Fahrer          | Team  | Zeit       |
| -- | --------------- | ----- | ---------- |
| 1  | Bradley Wiggins | (SKY) | 4:53:51 h  |
| 2  | Michael Rogers  | (SKY) | + 0:07 min |
| 3  | Bauke Mollema   | (RAB) | + 0:09 min |
| 4  | Stef Clement    | (RAB) | + 0:09 min |
| 5  | Andrew Talansky | (GRM) | + 0:11 min |
| 6  | Wilco Kelderman | (RAB) | + 0:11 min |
| 7  | David Zabriskie | (GRM) | + 0:12 min |
| 8  | Simon Špilak    | (KAT) | + 0:12 min |
| 9  | Rubén Plaza     | (MOV) | + 0:12 min |
| 10 | Tiago Machado   | (RNT) | + 0:13 min |

### Etappe 2
26. April 2012 – Montbéliard (F) – Moutier – 149,100 km
|    | Fahrer              | Team  | Zeit      |
| -- | ------------------- | ----- | --------- |
| 1  | Jonathan Hivert     | (SAU) | 3:48:11 h |
| 2  | Rui Costa           | (MOV) | s. t.     |
| 3  | Luis León Sánchez   | (RAB) | s. t.     |
| 4  | Gianni Meersman     | (LTB) | s. t.     |
| 5  | Ryder Hesjedal      | (GRM) | s. t.     |
| 6  | Giacomo Nizzolo     | (RNT) | s. t.     |
| 7  | Daniele Pietropolli | (LAM) | s. t.     |
| 8  | Eduard Worganow     | (KAT) | s. t.     |
| 9  | Allan Davis         | (GEC) | s. t.     |
| 10 | Roman Kreuziger     | (AST) | s. t.     |

|    | Fahrer            | Team  | Zeit       |
| -- | ----------------- | ----- | ---------- |
| 1  | Bradley Wiggins   | (SKY) | 8:42:02 h  |
| 2  | Michael Rogers    | (SKY) | + 0:07 min |
| 3  | Bauke Mollema     | (RAB) | + 0:09 min |
| 4  | Stef Clement      | (RAB) | + 0:09 min |
| 5  | Andrew Talansky   | (GRM) | + 0:11 min |
| 6  | Luis León Sánchez | (RAB) | + 0:11 min |
| 7  | Wilco Kelderman   | (RAB) | + 0:11 min |
| 8  | David Zabriskie   | (GRM) | + 0:12 min |
| 9  | Simon Špilak      | (KAT) | + 0:12 min |
| 10 | Rubén Plaza       | (MOV) | + 0:12 min |

### Etappe 3
27. April 2012 – La Neuveville – Charmey – 157,600 km
|    | Fahrer             | Team  | Zeit      |
| -- | ------------------ | ----- | --------- |
| 1  | Luis León Sánchez  | (RAB) | 3:58:29 h |
| 2  | Gianni Meersman    | (LTB) | s. t.     |
| 3  | Paolo Tiralongo    | (AST) | s. t.     |
| 4  | Andrew Talansky    | (GRM) | s. t.     |
| 5  | Bauke Mollema      | (RAB) | s. t.     |
| 6  | Rinaldo Nocentini  | (ALM) | s. t.     |
| 7  | Maciej Paterski    | (LIQ) | s. t.     |
| 8  | Giampaolo Caruso   | (KAT) | s. t.     |
| 9  | Gorka Verdugo      | (EUS) | s. t.     |
| 10 | Fabrice Jeandesboz | (SAU) | s. t.     |

|    | Fahrer            | Team  | Zeit       |
| -- | ----------------- | ----- | ---------- |
| 1  | Bradley Wiggins   | (SKY) | 8:42:02 h  |
| 2  | Luis León Sánchez | (RAB) | + 0:01 min |
| 3  | Michael Rogers    | (SKY) | + 0:07 min |
| 4  | Bauke Mollema     | (RAB) | + 0:09 min |
| 5  | Stef Clement      | (RAB) | + 0:09 min |
| 6  | Andrew Talansky   | (GRM) | + 0:11 min |
| 6  | Wilco Kelderman   | (RAB) | + 0:11 min |
| 8  | David Zabriskie   | (GRM) | + 0:12 min |
| 9  | Simon Špilak      | (KAT) | + 0:12 min |
| 10 | Rubén Plaza       | (MOV) | + 0:12 min |

### Etappe 4
28. April 2012 – Bulle – Sion – 184,000 km
|    | Fahrer             | Team  | Zeit      |
| -- | ------------------ | ----- | --------- |
| 1  | Luis León Sánchez  | (RAB) | 4:56:13 h |
| 2  | Rinaldo Nocentini  | (A2R) | s. t.     |
| 3  | Branislau Samoilau | (MOV) | s. t.     |
| 4  | Gorka Verdugo      | (EUS) | s. t.     |
| 5  | Paolo Tiralongo    | (AST) | s. t.     |
| 6  | Pierre Rolland     | (EUC) | s. t.     |
| 7  | Andreas Klöden     | (RNT) | s. t.     |
| 8  | Cadel Evans        | (BMC) | s. t.     |
| 9  | Roman Kreuziger    | (AST) | s. t.     |
| 10 | Fabrice Jeandesboz | (SAU) | s. t.     |

|    | Fahrer            | Team  | Zeit       |
| -- | ----------------- | ----- | ---------- |
| 1  | Luis León Sánchez | (RAB) | 17:36:35 h |
| 2  | Bradley Wiggins   | (SKY) | + 0:09 min |
| 3  | Michael Rogers    | (SKY) | + 0:16 min |
| 4  | Bauke Mollema     | (RAB) | + 0:18 min |
| 5  | Stef Clement      | (RAB) | + 0:18 min |
| 6  | Andrew Talansky   | (GRM) | + 0:20 min |
| 7  | Wilco Kelderman   | (RAB) | + 0:20 min |
| 8  | Simon Špilak      | (KAT) | + 0:21 min |
| 9  | Rui Costa         | (MOV) | + 0:22 min |
| 10 | Tiago Machado     | (RNT) | + 0:22 min |

### Etappe 5
29. April 2012-Montana-Village – Crans-Montana (EZF) – 16,240 km
|    | Fahrer          | Team  | Zeit       |
| -- | --------------- | ----- | ---------- |
| 1  | Bradley Wiggins | (SKY) | 28:56 min  |
| 2  | Andrew Talansky | (GRM) | + 0:01 min |
| 3  | Richie Porte    | (SKY) | + 0:17 min |
| 4  | Rui Costa       | (MOV) | + 0:23 min |
| 5  | Roman Kreuziger | (AST) | + 0:40 min |
| 6  | Sylwester Szmyd | (LIQ) | + 0:42 min |
| 7  | Michael Rogers  | (SKY) | + 0:43 min |
| 8  | Thibaut Pinot   | (FDJ) | + 0:52 min |
| 9  | Thomas De Gendt | (VCD) | + 0:54 min |
| 10 | Janez Brajkovič | (AST) | + 0:55 min |

|    | Fahrer            | Team  | Zeit       |
| -- | ----------------- | ----- | ---------- |
| 1  | Bradley Wiggins   | (SKY) | 18:05:40 h |
| 2  | Andrew Talansky   | (GRM) | + 0:12 min |
| 3  | Rui Costa         | (MOV) | + 0:36 min |
| 4  | Richie Porte      | (SKY) | + 0:45 min |
| 5  | Michael Rogers    | (SKY) | + 0:50 min |
| 6  | Roman Kreuziger   | (AST) | + 0:59 min |
| 7  | Sylwester Szmyd   | (LIQ) | + 1:03 min |
| 8  | Simon Špilak      | (KAT) | + 1:13 min |
| 9  | Janez Brajkovič   | (AST) | + 1:14 min |
| 10 | Luis Leon Sanchez | (RAB) | + 1:15 min |

## Trikots im Rennverlauf
Die Tabelle zeigt die Führenden nach der jeweiligen Etappe an.
| Etappe | Gesamtwertung           | Bergwertung              | Sprintwertung         | Nachwuchswertung      | Mannschaftswertung |
| ------ | ----------------------- | ------------------------ | --------------------- | --------------------- | ------------------ |
| Prolog | Geraint Thomas (SKY)    | nicht vergeben           | nicht vergeben        | Giacomo Nizzolo (RNT) | (SKY)              |
| 1.     | Bradley Wiggins (SKY)   | Fabrice Jeandesboz (SAU) | Stef Clement (RAB)    | Andrew Talansky (GRM) | (SKY)              |
| 2.     | Bradley Wiggins (SKY)   | Lars Bak (LTB)           | Stef Clement (RAB)    | Andrew Talansky (GRM) | (SKY)              |
| 3.     | Bradley Wiggins (SKY)   | Lars Bak (LTB)           | Gatis Smukulis (KAT)  | Andrew Talansky (GRM) | (SKY)              |
| 4.     | Luis León Sánchez (RAB) | Pjotr Ignatenko (KAT)    | Pjotr Ignatenko (KAT) | Andrew Talansky (GRM) | (SKY)              |
| 5.     | Bradley Wiggins (SKY)   | Pjotr Ignatenko (KAT)    | Pjotr Ignatenko (KAT) | Andrew Talansky (GRM) | (SKY)              |